# Лауд

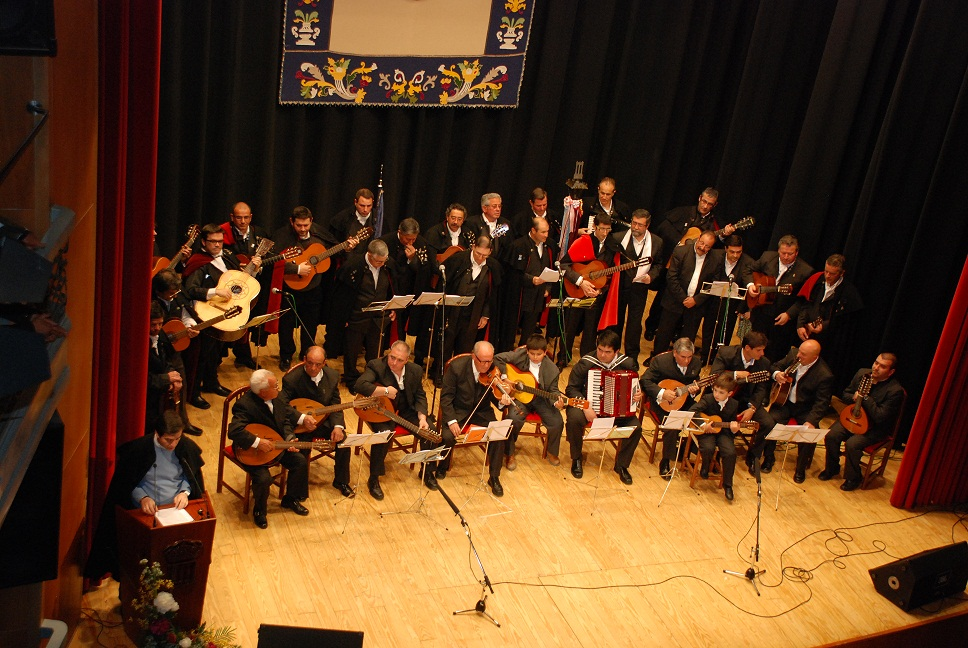
Рондаля з лаудами у складі ансамблю

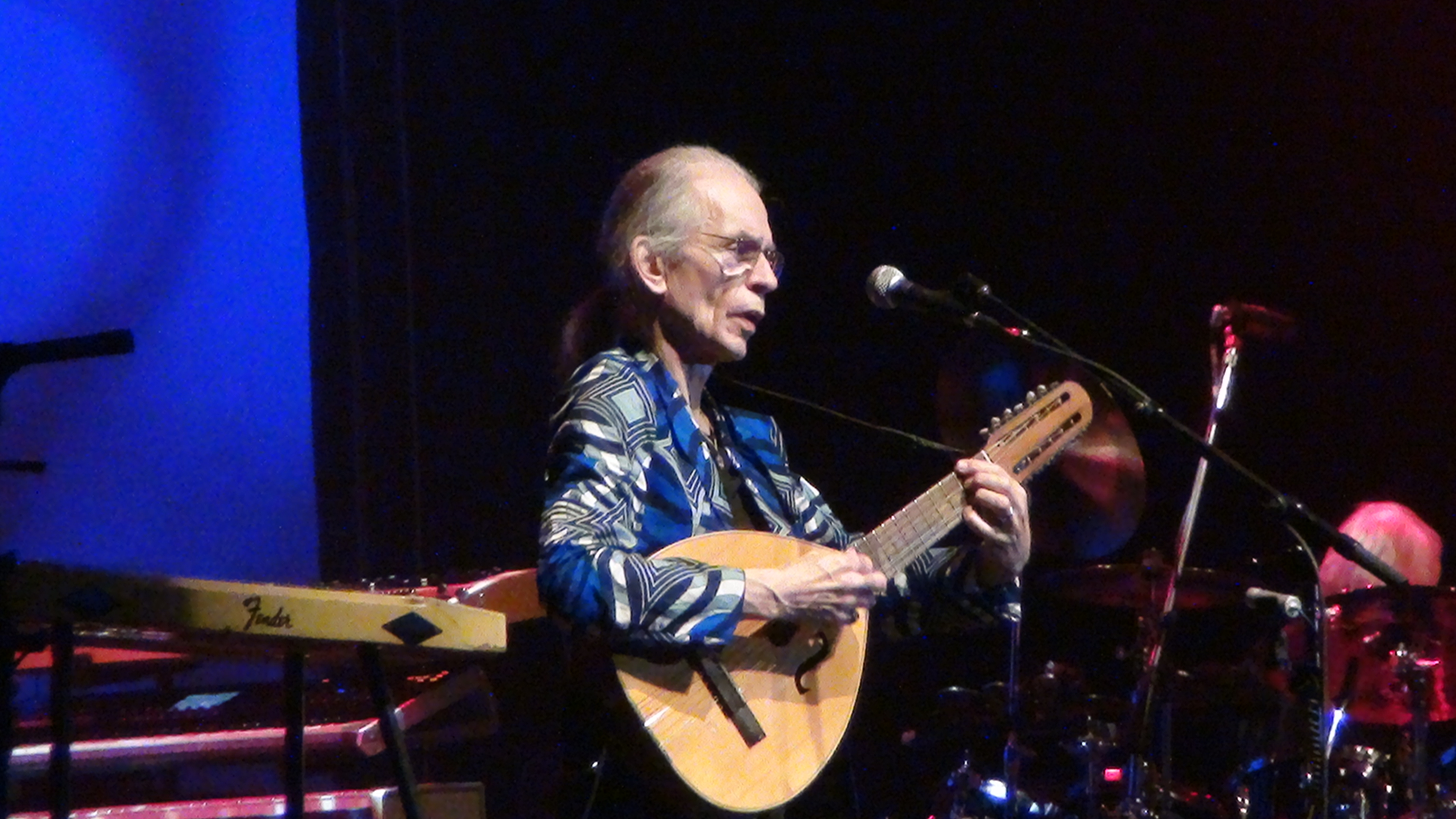
Британський музикант Стів Гау грає на лауді під час концерту гурту Yes у 2013 році

Лауд (ісп. laúd — «лютня») — щипковий струнний інструмент з Іспанії, також поширений у країнах діаспори, зокрема на Кубі та Філіппінах.
Лауд належить до родини цистер. Іспанські та кубинські версії мають шість подвійних унісонних курсів (тобто дванадцять струн, розташованих у парах); філіппінська версія має 14 струн, частина курсів яких можуть бути одинарними або строїтися в трійках. Подібним, але меншим за розміром інструментом із коротшою мензурою є бандурія, яка також буває у 12- та 14-струнних варіантах.
Традиційно лауд використовується в народних струнних ансамблях, зокрема у складі іспанських або філіппінських рондалей, разом із гітарою та бандурією. Як і бандурія, лауд має стрій по квартам, але його діапазон на октаву нижчий.

## Стрій
Іспанський лауд:
- 1 струна: А4 А4
- 2 струна: E4 E4
- 3 струна: B3 B3
- 4 струна: F#3 F#3
- 5 струна: C#3 C#3
- 6 струна: G#2 G#2

Кубинський лауд:
- 6 струна: C#3 C#3 (або D3 D3)
- 5 струна: F#3 F#3
- 4 струна: B3 B3
- 3 струна: E4 E4
- 2 струна: А4 А4
- 1 струна: D5 D5

Філіппінський лауд має (від баса до верхніх струн) один одинарний курс, два подвійні та три потрійні курси (усього 14 струн), і його стрій зазвичай на тон нижчий за іспанський:
- 1 струна: G4 G4 G4
- 2 струна: D4 D4 D4
- 3 струна: А3 А3 А3
- 4 струна: E3 E3
- 5 струна: B2 B2
- 6 струна: F#2

Стів Гау (учасник гурту Yes) грає на лауді як у складі гурту, так і як сольний виконавець, хоча в своїй книзі помилково називає інструмент португальською гітарою. Його стрій:
- 1 струна: G#4 G#4
- 2 струна: E4 E4
- 3 струна: B3 B3
- 4 струна: E3 E4
- 5 струна: B2 B3
- 6 струна: E3 E4

## Кубинський лауд

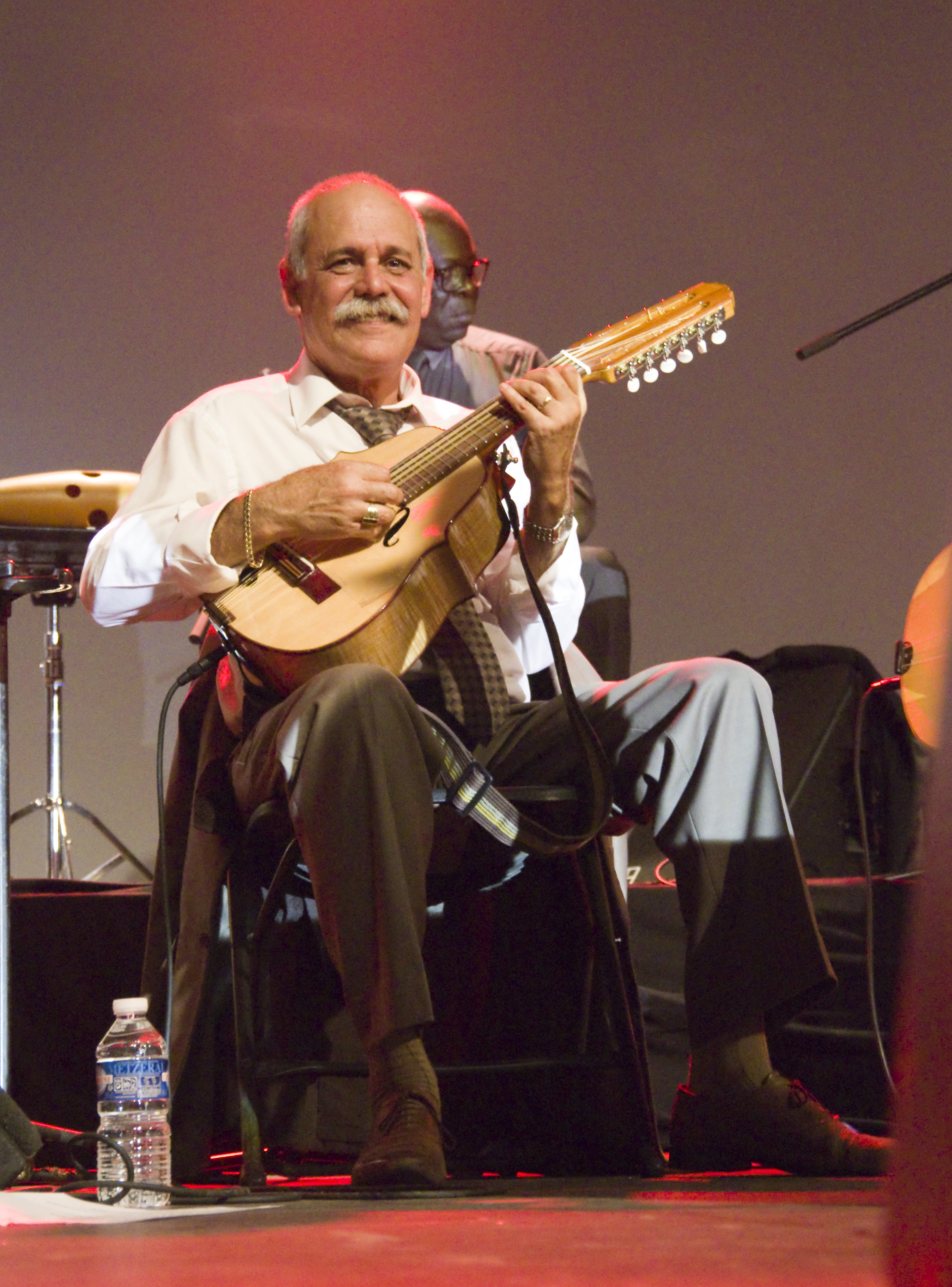
Барбаріто Торрес зі своїм кубинським лаудом

Існує кубинська різновидність лауду — кубинський лауд, на якому, зокрема, грає Барбаріто Торрес (учасник Buena Vista Social Club). Візуально він схожий на іспанський варіант (також має шість парних курсів), але має коротшу мензуру та вищий стрій. Іноді форма корпуса відрізняється — замість лютнеподібної або хвилястої форми використовуються дві загострені точки. Стрій:
- 1 струна: D5 D5
- 2 струна: А4 А4
- 3 струна: E4 E4
- 4 струна: B3 B3
- 5 струна: F#3 F#3
- 6 струна: D3 D3